# 寇炳恩
寇炳恩（1962年—），陕西榆林人，汉族，中华人民共和国政治人物、第十一届全国人民代表大会河南地区代表。
毕业于西安交通大学焊接专业，是中共党员。担任中国大唐集团公司信阳华豫发电有限公司董事长。2008年起担任全国人大代表。